# متعلجمة المياه العذبة المكسيكية
متعلجمة المياه العذبة المكسيكية (الاسم العلمي: Batrachoides goldmani) (بالإنجليزية: Mexican freshwater toadfish)‏ هي نوع من الأسماك تتبع جنس المتعلجمة من فصيلة المتعلجمات.